# Ammocharis
Ammocharis (лат.) — род растений семейства Амариллисовые (Amaryllidaceae), естественно произрастающий на территории Африки.

## Ботаническое описание

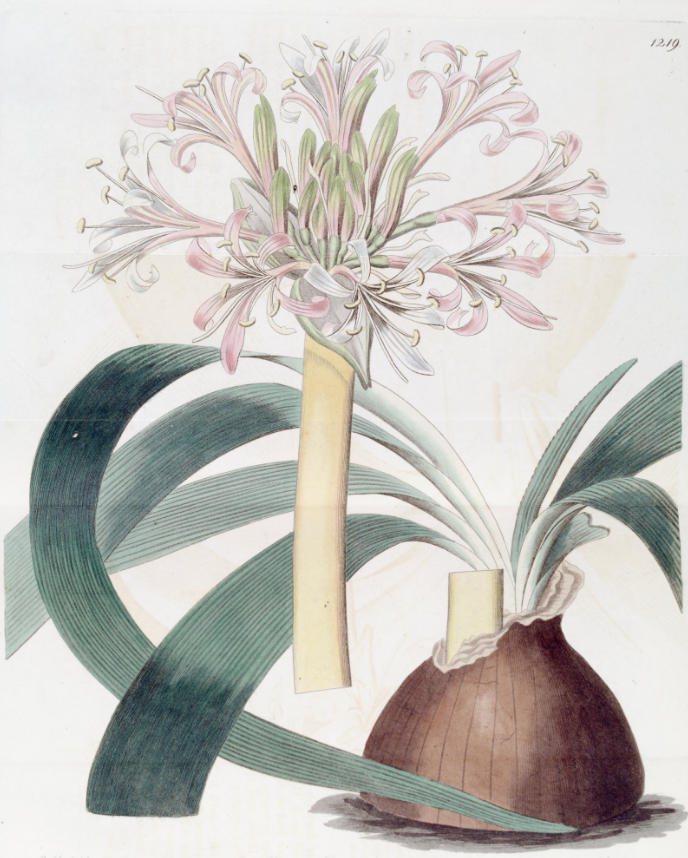
Ботаническая иллюстрация Ammocharis coranica

Представители рода – луковичные травянистые растения с луковицами, диаметр которых может варьировать от 25 до 160 мм. Внешние оболочки луковиц жесткие и кожистые, и при разрыве они образуют растягивающиеся нити. Листья многолетние, численность которых колеблется от 5 до 15. Они присутствуют во время цветения, и могут иметь разнообразные формы, начиная от линейных и заканчивая пластинчатыми. Края листьев прозрачные и часто окаймлены короткими разветвленными ресничками, а вершина у зрелых листьев усеченная.
Соцветие бывает многоцветковым, с числом цветков в диапазоне от 3 до 60, и диаметром, который может варьировать от 40 до 200 мм. Цветонос сжатый и твердый, длиной от 10 до 35 мм. Листочки околоцветника срастаются в узкую цилиндрическую трубку, и их сегменты могут быть линейными или ланцетными, раскидистыми или загнутыми, и короче или немного длиннее трубки. Тычинки располагаются в окологорничном зеве или ниже него, и они равные. Нити тычинок нитевидные, свободные в основании и выступающие. Пыльники спинальные и разносторонние, а пыльца имеет две бороздки и шиповидную экзину. Завязь примерно цилиндрическая и тупо треугольная, а семязачатки в локуле могут быть от 4 до 30. Плоды не раскрываются полностью, они практически шаровидные, пленчатые, и открываются неравномерно. Семена имеют почти шаровидную форму и диаметр от 7 до 15 мм.
Количество хромосом х = 11.

## Распространение

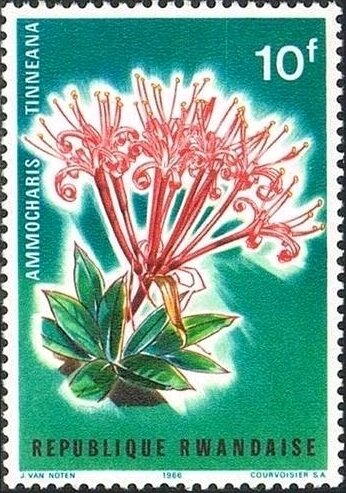
Ammocharis tinneana — почтовая марка Руанды, 1966 г.

Ангола, Ботсвана, Бурунди, Центральноафриканская Республика, Чад, Эфиопия, Кения, Лесото, Малави, Мозамбик, Намибия, Руанда, Сомали, Судан, Эсватини, Танзания, Уганда, Замбия, Демократическая Республика Конго, Зимбабве, Южно-Африканская Республика.

## Таксономия
Ammocharis Herb., первое упоминание в Appendix : 17 (1821).

### Синонимы
- Cybistetes Milne-Redhead & Schweickerdt
- Palinetes Salisb.
- Stenolirion Baker

### Виды
Согласно данным сайта WFO Plantlist на июнь 2023 года, род состоит из 7 видов:
- Ammocharis angolensis (Baker) Milne-Redh. & Schweick.
- Ammocharis baumii (Harms) Milne-Redh. & Schweick.
- Ammocharis coranica Herb.
- Ammocharis deserticola Snijman & Kolberg
- Ammocharis longifolia (L.) Herb.
- Ammocharis nerinoides (Baker) Lehmiller
- Ammocharis tinneana (Kotschy & Peyr.) Milne-Redh. & Schweick.

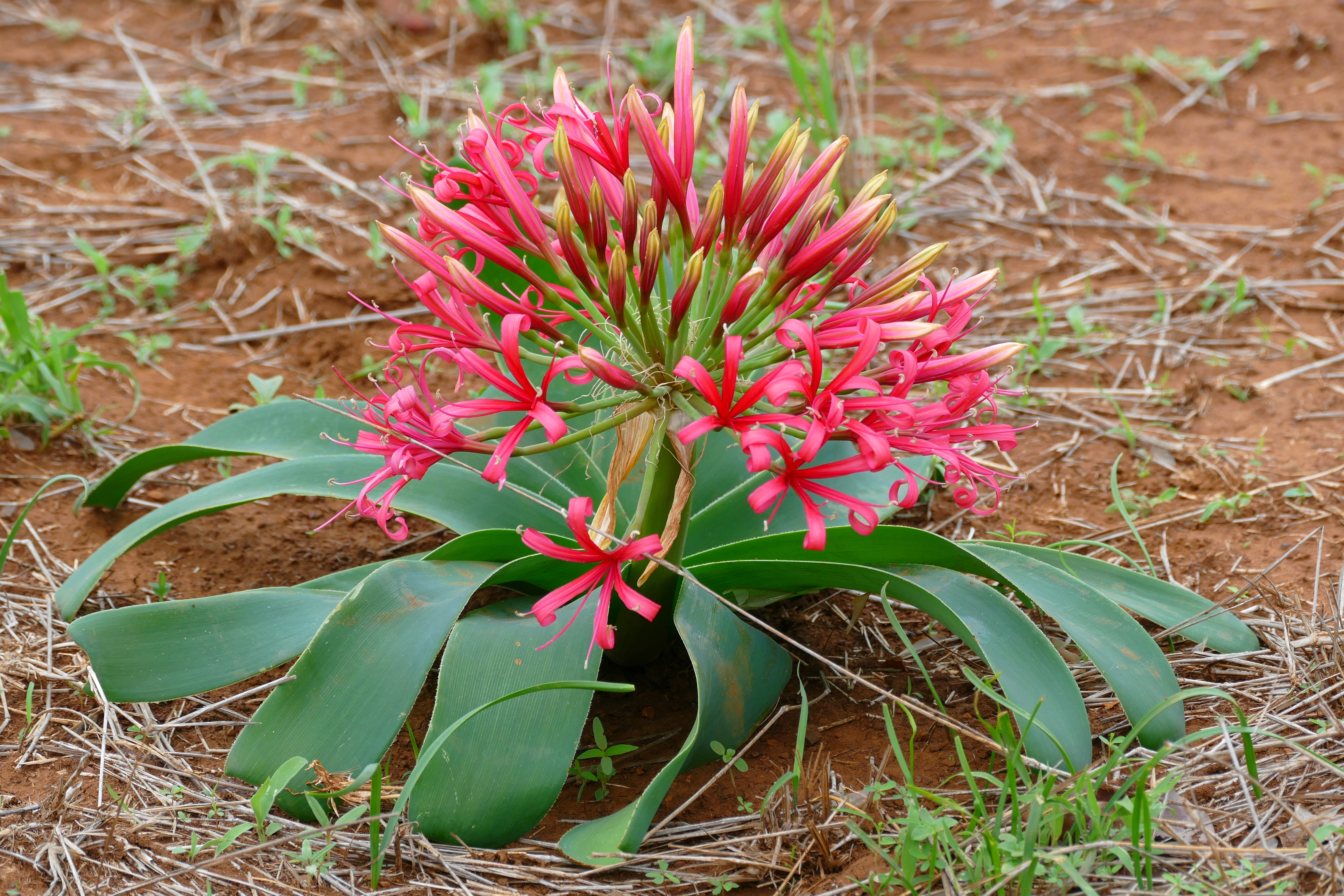
Ammocharis coranica
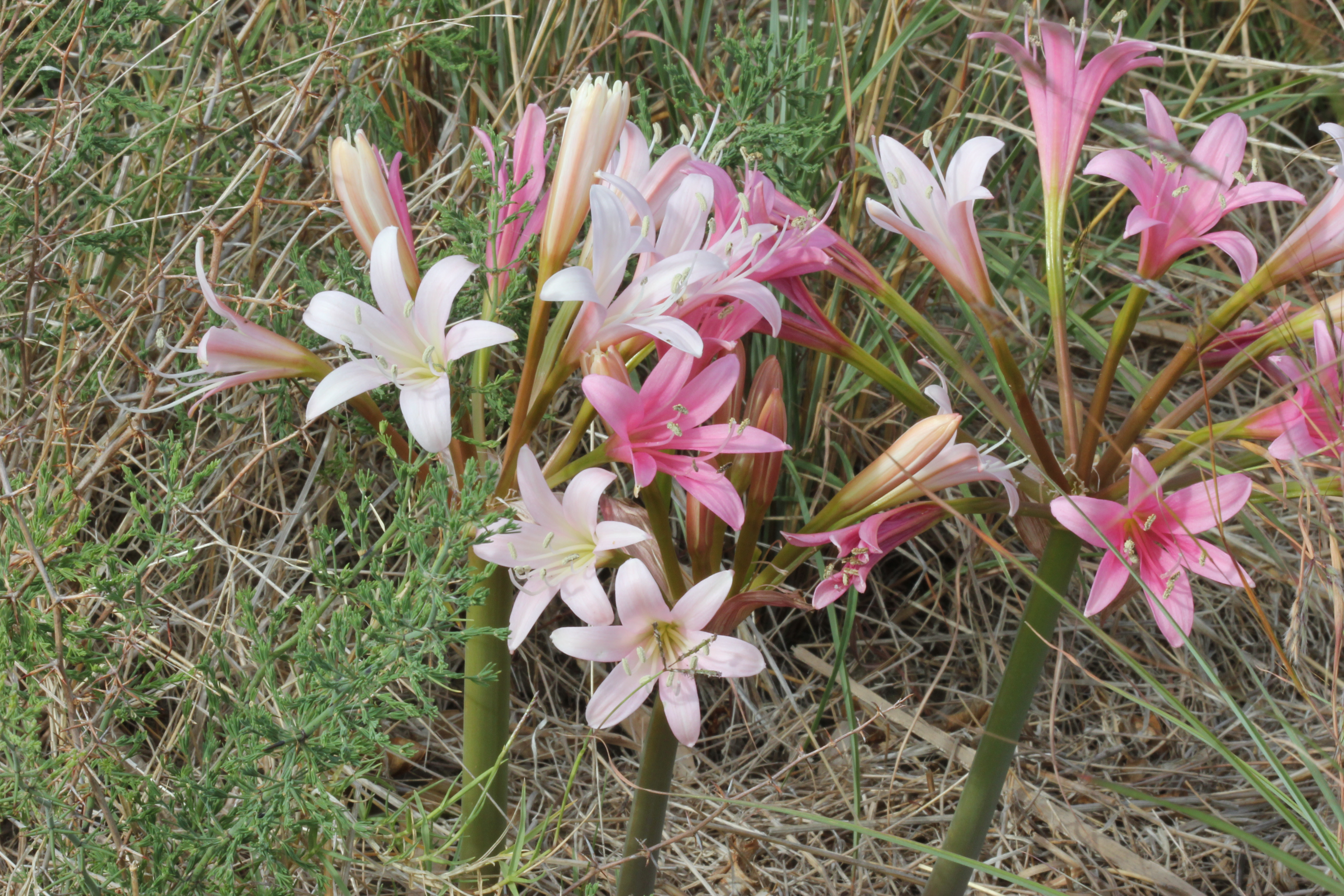
Ammocharis longifolia
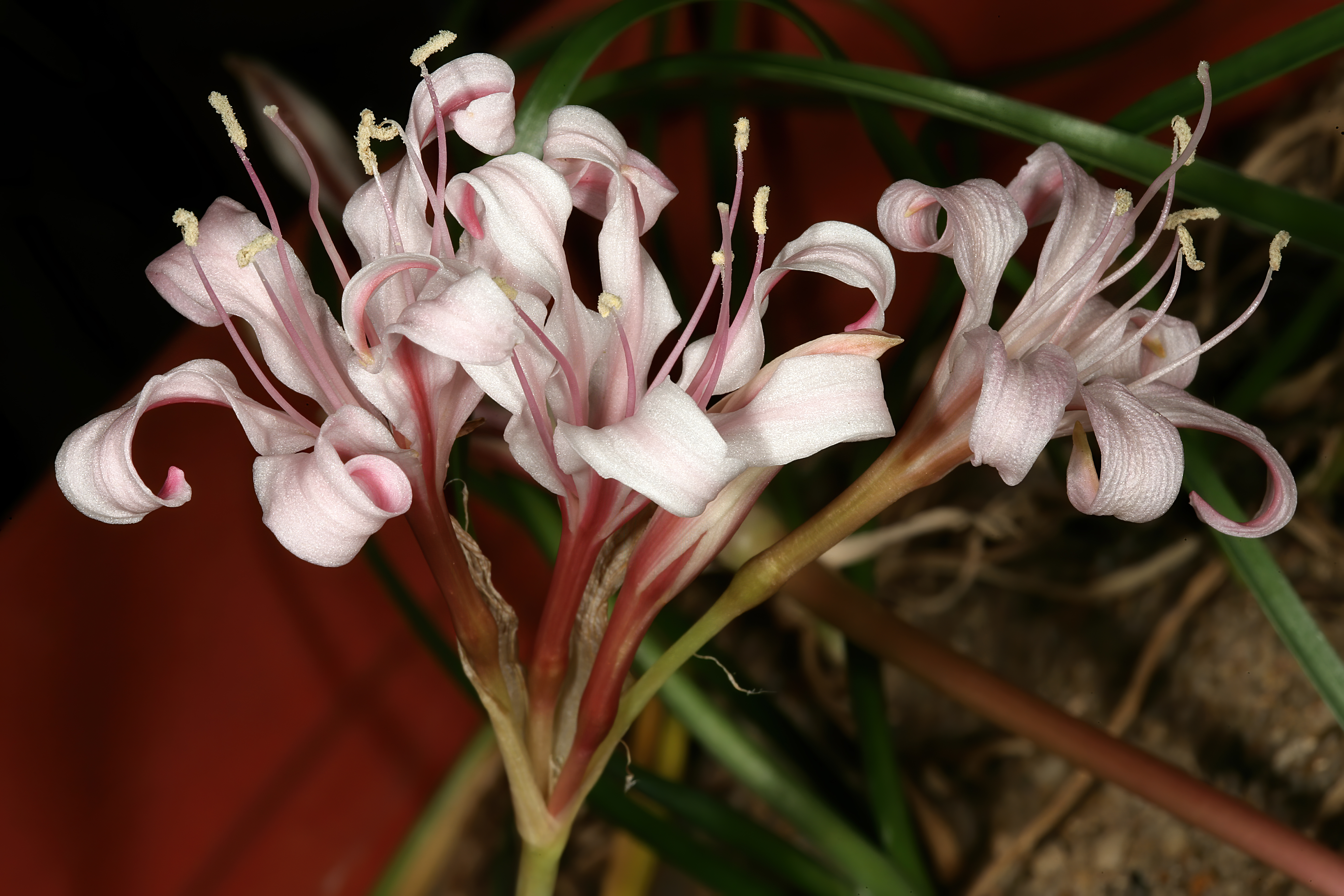
Ammocharis nerinoides
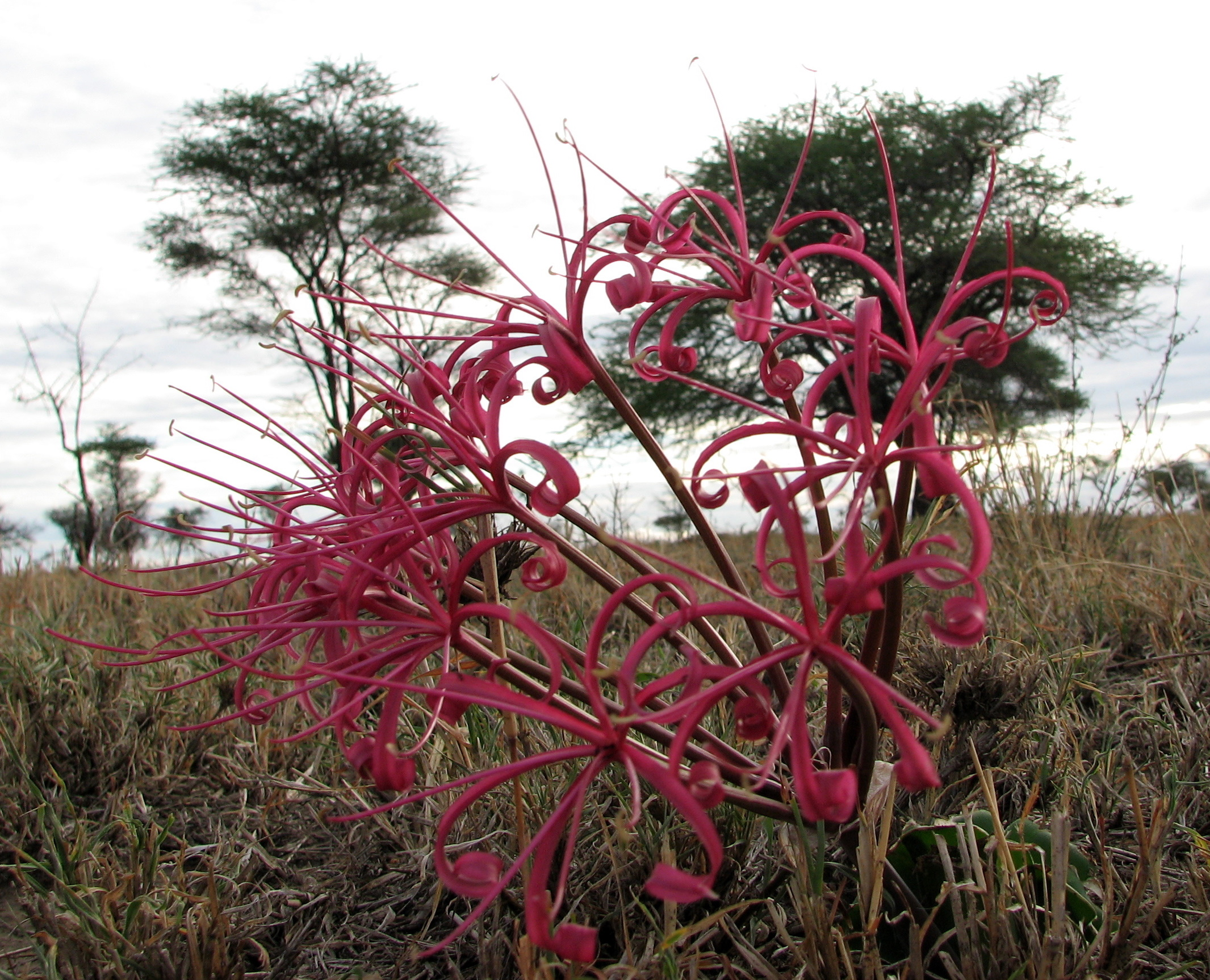
Ammocharis tinneana